# Bauvin
Bauvin är en kommun i departementet Nord i regionen Hauts-de-France i norra Frankrike. Kommunen ligger i kantonen Seclin-Sud som tillhör arrondissementet Lille. År 2022 hade Bauvin 5 124 invånare.

## Befolkningsutveckling
Antalet invånare i kommunen Bauvin
| Referens: INSEE |